# Liste der Monuments historiques in Saint-Rémy (Côte-d’Or)
Die Liste der Monuments historiques in Saint-Rémy führt die Monuments historiques in der französischen Gemeinde Saint-Rémy auf.

## Liste der Immobilien
| Bezeichnung           | Beschreibung                                                                                         | Standort              | Kennzeichnung | Schutzstatus | Datum | Bild           |
| --------------------- | --- | --------------------- | ------------- | ------------ | ----- | -------------- |
| Château de Saint-Rémy | Schloss, 16. Jahrhundert, am Ort einer älteren Burg; mit Wirtschaftsgebäuden, Kapelle und Taubenturm | Rue du Château (Lage) | PA00112637    | Inscrit      | 1971  | weitere Bilder |

## Liste der Objekte
| Bezeichnung                         | Beschreibung                                    | Standort                     | Kennzeichnung | Schutzstatus | Datum | Bild |
| ----------------------------------- | ----------------------------------------------- | ---------------------------- | ------------- | ------------ | ----- | ---- |
| Relief Vision des heiligen Hubertus | Kalkstein, zweites Viertel des 16. Jahrhunderts | in der Kirche St-Rémy (Lage) | PM21002026    | Classé       | 1910  |      |
| Skulptur Ecce homo                  | Kalkstein, 16. Jahrhundert                      | in der Kirche St-Rémy (Lage) | PM21002027    | Classé       | 1910  |      |
| Skulptur Heilige Barbara            | Stein, farbig gefasst, 16. Jahrhundert          | in der Kirche St-Rémy (Lage) | PM21003552    | Inscrit      | 1975  |      |
| Skulptur Heiliger Nikolaus          | Stein, farbig gefasst, um 1500                  | in der Kirche St-Rémy (Lage) | PM21003553    | Inscrit      | 1975  |      |
| Skulptur eines Bischofs             | mit Stifterfigur; Stein, um 1500                | in der Kirche St-Rémy (Lage) | PM21003554    | Inscrit      | 1975  |      |
| Skulptur Heiliger Eligius           | Stein, 16. Jahrhundert                          | in der Kirche St-Rémy (Lage) | PM21003555    | Inscrit      | 1975  |      |